# Tilburg
Tilburg là một đô thị không giáp biển và là một thành phố ở Hà Lan, nằm ở phía nam của tỉnh Noord-Brabant. Đô thị Tilburg cũng bao gồm các làng Berkel-Enschot và Udenhout.
Đại học Tilburg nằm ở Tilburg, Trường Đại học Khoa học Ứng dụng Fontys và Đại học Khoa học Ứng dụng Avans cũng nằm ở thành phố này. Tilburg có gần 30.000 sinh viên theo học một trong các trường đại học này.
Một lễ hội dài 10 ngày, lớn nhất ở Benelux, được tổ chức vào tháng Bảy mỗi năm. Các thứ hai trong tuần công bằng được gọi là "roze Maandag" (thứ hai hồng), có xu hướng đồng tính luyến ái, mặc dù cũng rất thích bởi nhiều người dị tính luyến ái.
Có ba nhà ga đường sắt trong đô thị này: Tilburg, Tilburg Tây và Tilburg Reeshof. Toà nhà cao nhất tại Tilburg là tháp Westpoint.